# كريم أباد (غرغان)
كريم أباد (بالفارسية: کریم‌آباد) هي قرية تقع في قسم انجيرآب الريفي في إيران. يقدر عدد سكانها بـ 2,808 نسمة.